# T-44
T-44는 제2차 세계 대전 말기 소련에서 개발하고 생산한 중형전차다. 승차감과 험지 주파력, 방호가 더 뛰어난 장갑을 특징으로 하고 있다. T-34를 통해 화력이 입증된 85mm 주포를 장착하기로 기획되어 있었다. 그러나 T-34와 T-44의 기능이 비슷했기 때문에 T-44를 전투에 배치하는 것은 T-34의 생산량을 늘리는 것에 비해 중요하다고 판단되지 않았다. 2,000대 이하의 T-44가 제작되었고 전쟁 말기에 T-44를 배치할 수 있었음에도 소련 당국은 T-44를 배치하지 않았다.
T-44의 주무기를 122mm 포로 바꾸려는 시도가 있었으나, 포탑이 약하고 주포의 사격율이 떨어져서 이는 취소되었다. 100mm 포로 대체하려는 시도도 있었으나, 이 주포로 교체하려면 전차의 디자인은 추가적으로 바뀌어야만 했다. T-44의 원래 기획안보다 크기가 좀 더 커진 기획안을 전쟁 중에 작업했고, 1945년 시제전차가 생산되었다. 이 새로운 전차는 이후 T-54/T-55 중형전차의 기획안이 되어 1947년부터 양산에 들어갔다.

## 개발

### 배경
1940년 말, T-34의 생산이 시작되었을 때, 현대 기술을 도입하여 전차의 내구성과 작전 능력을 향상시키려는 계획이 있었다.
T-34M이라고 명명된 이 기획안은 T-34에 비해 장갑의 방호능력이 증가했고, 육각형 모양의 포탑에 3명의 전차 대원들이 탑승할 수 있었다. 서스펜션 역시 크리스티 서스펜션 대신 토션 바를 사용했으며 외부 충격 흡수 장치가 달린 차륜, T-34에 비해 증가한 연료와 탄약 수가 특징이었다. 하부의 기관총과 조종수의 해치는 위치가 바뀌었다. 6개의 작은 바퀴가 추가로 달렸으며, T-34M의 서스펜션은 4개의 구동장치가 있었다.

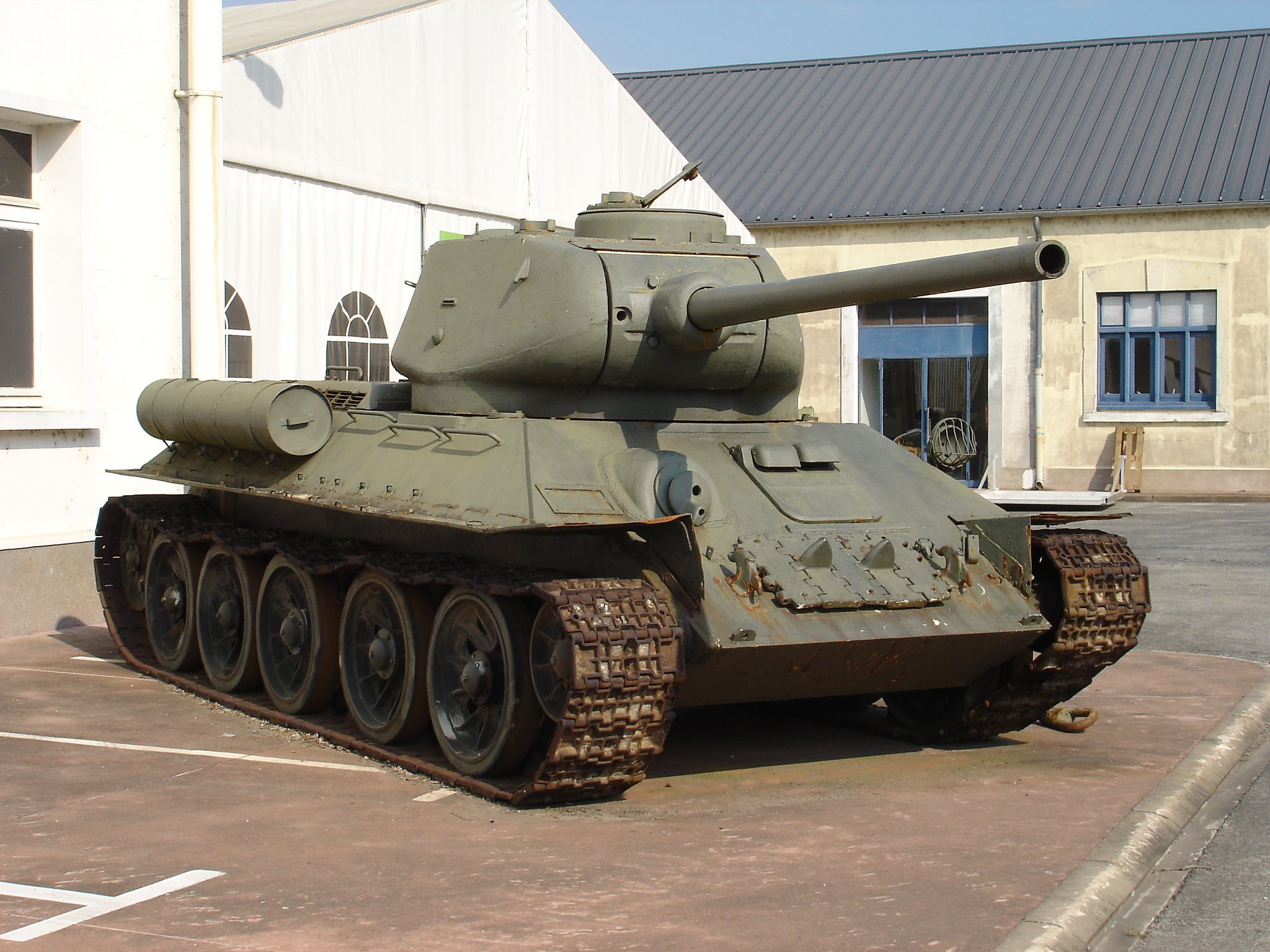
T-34-85

독소 전쟁의 전투 동안, 붉은 군대는 새로운 중형전차에 대한 필요성을 실감했다. 붉은 군대는 최소의 무게에 더 좋은 방호성을 갖춘 중형 전차를 요구했다.1942년 T-43 전차 기획안에 대한 작업이 시작되었다. 새로운 포탑과 더 짧은 서스펜션이 주요 특징이었다. T-43 기획안은 취소되었지만 85 mm D-5T 포와 ZiS-S-53 포를 탑재한다는 기획은 T-34의 새로운 계열형인 T-34-85에 반영되었다.

## 같이 보기
- T-34
- T-54/T-55